# Noam Malmoud
Noam Malmoud (in ebraico נועם מלמוד‎?; Gerusalemme, 2 agosto 2002) è un calciatore israeliano, difensore dell'Hapoel Gerusalemme.

## Carriera

### Club
Malmoud è cresciuto nel settore giovanile dell'Hapoel Gerusalemme dove ha debuttato in prima squadra il 25 dicembre 2019 nell'incontro di Ligat ha'Al vinto 1-0 contro l'H. Rishon LeZion.

### Nazionale
Ha giocato nella nazionale israeliana Under-21.
Nel 2024 è stato convocato dalla nazionale olimpica israeliana per partecipare ai Giochi della XXXIII Olimpiade come giocatore di riserva.

## Statistiche

### Presenze e reti nei club
Statistiche aggiornate al 21 luglio 2024.
| Stagione        | Squadra            | Campionato      | Campionato | Campionato | Coppe nazionali | Coppe nazionali | Coppe nazionali | Coppe continentali | Coppe continentali | Coppe continentali | Altre coppe | Altre coppe | Altre coppe | Totale | Totale | Totale |
| Stagione        | Squadra            | Comp            | Pres       | Reti       | Comp            | Pres            | Reti            | Comp               | Pres               | Reti               | Comp        | Pres        | Reti        | Pres   | Reti   |        |
| --------------- | ------------------ | --------------- | ---------- | ---------- | --------------- | --------------- | --------------- | ------------------ | ------------------ | ------------------ | ----------- | ----------- | ----------- | ------ | ------ | ------ |
| 2019-2020       | Hapoel Gerusalemme | LL              | 6          | 0          | CI+TC           | 0               | 0               |                    | -                  | -                  |             | -           | -           | 6      | 0      |        |
| 2020-2021       | Hapoel Gerusalemme | LL              | 22         | 0          | CI+TC           | 2+0             | 0               |                    | -                  | -                  |             | -           | -           | 24     | 0      |        |
| 2021-2022       | Hapoel Gerusalemme | LHA             | 19         | 0          | CI+TC           | 1+0             | 0               |                    | -                  | -                  |             | -           | -           | 20     | 0      |        |
| 2022-2023       | Hapoel Gerusalemme | LHA             | 25         | 0          | CI+TC           | 1+0             | 0               |                    | -                  | -                  |             | -           | -           | 26     | 0      |        |
| 2023-2024       | Hapoel Gerusalemme | LHA             | 24         | 0          | CI+TC           | 2+0             | 0               |                    | -                  | -                  |             | -           | -           | 26     | 0      |        |
| Totale carriera | Totale carriera    | Totale carriera | 96         | 0          |                 | 6               | 0               |                    | -                  | -                  |             | -           | -           | 105    | 0      |        |